# Tuzla (ostrov)
Tuzla (ukrajinsky Тузла Коса, Tuzla Kosa, krymskou tatarštinou Tuzla) je 200 až 500 metrů široký a 6 kilometrů dlouhý ostrov ve středu Kerčské úžiny mezi poloostrovem Krym a Tamaňským poloostrovem v Ruské federaci.
7. ledna 1941 byl ostrov v rámci Sovětského svazu předán ze správy Krasnodarského kraje do správy Krymské oblasti, která se 19. února 1954 stala součástí Ukrajinské sovětské socialistické republiky a tím později součástí samostatné Ukrajiny.
Od dubna 2014, celý Krymský poloostrov, a tedy i ostrov Tuzla, fakticky patří do Ruské federace, většina států však takovou změnu neuznává. Přes ostrov vede Krymský most, spojující Krym s Krasnodarským krajem. Vůbec první mostní pilíř (№ 173) z celkového počtu 595 byl na ostrově dokončen 12. dubna 2016.